# Rick Warren
Richard Duane Warren, detto Rick (San Jose, 28 gennaio 1954), è un pastore protestante statunitense.
Warren è fondatore di una delle chiese più grandi degli Stati Uniti, la Saddleback Community Church di Lake Forest, situata nella regione di Orange County (una delle più popolose degli USA) nello Stato della California. È autore di numerosi bestseller cristiani, tra cui la sua guida al ministero della chiesa e l'evangelizzazione The Purpose Driven Church (tradotto in italiano con il titolo: "La Chiesa Condotta da Propositi" e pubblicato dall'editore cristiano evangelico Publielim), e The Purpose Driven Life (tradotto in italiano come: "La Vita con uno Scopo", pubblicato anch'esso da Publielim), con il quale ha venduto 30 milioni di copie; quest'ultimo è stato il libro più venduto dell'intera storia statunitense dopo la Bibbia. Warren ha una visione teologica conservatrice ed ha una visione tradizionale evangelica sui problemi sociali come aborto, matrimonio omosessuale e la ricerca sulle cellule staminali. È promotore, assieme alla sua comunità di chiesa, del piano denominato "PEACE", acronimo di
1. Promote Reconciliation (Promuovere la riconciliazione)
2. Equip Servant leaders (Equipaggiare guide che servano)
3. Assist The Poor (Assistere i poveri)
4. Care For The Sick (Curare gli ammalati)
5. Educate The Next Generation (educare la generazione futura)

con il quale raggiungere tutte le nazioni del mondo attraverso le chiese locali. È anche promotore (assieme alla moglie Kay) di un progetto di aiuto per le popolazioni africane che lottano con le malattie pandemiche come l'AIDS.
Durante le elezioni presidenziali del 2008, Warren ospitò nella sua chiesa il Civil Forum on The Presidency con entrambi i candidati John McCain e Barack Obama. Fu successivamente chiamato a Washington a pronunciare la preghiera ufficiale per l'inaugurazione della Presidenza di Barack Obama nel 2009.

## Biografia

### Primi anni ed educazione
Warren è nato a San Jose, California, figlio di Jimmy e Dot Warren. Il padre era un ministro battista, la madre una bibliotecaria. È cresciuto a Ukiah, California, e si è diplomato alla Ukiah High School nel 1972, dove fondò il primo club cristiano del campus The Fishers of Men Club. Sua sorella Chaundel è sposata con il pastore di Saddleback Tom Holladay. Suo fratello Jim C. Warren morì nel 2007.
Warren ottenne una Laurea in lettere alla California Baptist University di Riverside, California; un Master of Divinity al Southwestern Baptist Theological Seminary nel 1979 a Fort Worth, Texas; e un Dottorato del Ministero al Fuller Theological Seminary di Pasadena, California.

### Vita privata
Warren ha festeggiato nel 2009 30 anni di matrimonio con Elizabeth K. Warren (Kay). Hanno tre figli (Amy, Josh, e Matthew) e quattro nipoti. Egli considera Billy Graham, Peter Drucker e suo padre i suoi tre mentori.
Dopo il successo dei suoi libri, nel 2005 Warren restituì 25 anni di salario alla sua chiesa e smise di prenderlo. Disse che lui e sua moglie sono diventati "decimali inversi", poiché donano il 90% dei loro introiti e vivono con il restante 10%.

## Carriera
Warren racconta che fu chiamato per diventare pastore evangelico a tempo pieno quando era ancora uno studente di 19 anni alla California Baptist University. Nel novembre 1973, lui e i suoi amici saltarono le lezioni per guidare per 350 miglia per sentire W.A. Criswell predicare al Jack Tar Hotel, di San Francisco. Warren attese poi di stringere la mano a Criswell che si concentrò su Warren "Sento di dover imporre le mani su di te e pregare per te!"
Durante il periodo al Southwestern Baptist Theological Seminary, Warren lavorò al Texas Ranch for Christ, un negozio di oggetti sacri di Billie Hanks, Jr., dove cominciò a scrivere libri. Scrisse a quattro mani due libri, The Victory Scripture Memory Series e Twelve Dynamic Bible Study Methods for Laity, con Billi Hanks, Jr. e Wayne Watts.
Nell'aprile del 1980 Warren tenne il primo servizio pubblico della Saddleback Church la Domenica di Pasqua al teatro della scuola superiore di Laguna Hills in California con 200 spettatori. I metodi di Warren per la crescita della chiesa hanno avuto una rapida espansione con l'utilizzo di quasi 80 strutture diverse in 28 anni di storia. Saddleback non costruì il suo primo edificio finché non raggiunse i 10.000 frequentatori settimanali. Quando fu acquistato il campus Lake Forest nei primi anni novanta, furono usate per i servizi di culto tende di plastica da 2.300 posti, con quattro messe ogni fine settimana. Nel 1995, fu completato l'attuale Centro di Culto con una capacità di 3.500 posti. Un edificio multi-milionario per i bambini e un altro per gli uffici dello staff sono stati completati in pochi anni. Nel giugno 2008 è stata completata la "Refinery", una struttura da $20 milioni che ospita la scuola media "Wildside" e la scuola superiore "HSM", il corpo studentesco conta 1.500 individui. La Saddleback Church in media ha circa 20.000 presenze alla settimana ed è attualmente una delle otto maggiori chiese degli Stati Uniti.
Warren è stato invitato a parlare a molti congressi nazionale ed internazionali tra cui le Nazioni Unite, il World Economic Forum a Davos, l'Unione Africana, il Council on Foreign Relations, ad Harvard, al TED e al Summit sulla salute globale del TIME. Fu eletto membro del Council on Foreign Relations tra il 2005 e il 2006 e fun nominato uno tra i 25 maggiori leader americani il 31 ottobre del 2005, secondo il U.S. News and World Report. Warren è stato nominato da TIME come uno dei "15 World Leaders Who Mattered Most in 2004" e una delle "100 Most Influential People in the World" (2005). Nel 2006 Newsweek lo definì una delle "15 persone che hanno reso grande l'America".
Nell'agosto 2008, Warren ha attirato l'attenzione della nazione ospitando il Civil Forum on the Presidency a cui hanno partecipato i senatori John McCain e Barack Obama alla Saddleback Church. Warren disse che lo scopo del dibattito era "di restaurare la civiltà nel nostro discorso civile."
Il dibattito fu la prima apparizione di McCain e Obama insieme come candidati per la presidenza rispettivamente del Partito Repubblicano e del Partito Democratico e fu trasmessa in diretta sulla televisione nazionale. Durante l'evento durato due ore, ogni candidato è salito separatamente sul palco e ha risposto per un'ora alle domande di Warren circa la fede e i problemi mirali tra cui l'aborto e i diritti umani.
Nel dicembre 2008, il neoeletto presidente Obama scelse Warren per fare un discorso alla sua cerimonia di insediamento. La decisione fece arrabbiare i sostenitori della libera scelta e i LGBT e ha portato critiche sia a Obama che a Warren. Obama difese la sua scelta, dicendo che sebbene non sia d'accordo con le idee del predicatore riguardo all'aborto e al matrimonio omosessuale, ci dovrebbe essere spazio per il dialogo su questi difficili problemi sociali. Altre polemiche ci sono state quando è stato annunciato che Warren sarebbe stato l'oratore principale all'annuale culto commemorativa del Martin Luther King Day il 19 gennaio 2009, il giorno prima della cerimonia presidenziale. Il 20 gennaio 2009, Warren fece il suo discorso, che è stato comunemente elogiato per il suo messaggio positivo.
Nel gennaio 2009, Warren e la Readers Digest Association collaborarono al lancio del Purpose Driven Connection, una pubblicazione trimestrale venduto come parte di un pacchetto di prodotti multimediali.
Nel novembre 2009, i due partner annunciarono che la rivista non aveva avuto abbastanza consensi e che l'ultimo numero sarebbe uscito quello stesso mese.
Warren è stato invitato a parlare alla conferenta John Piper's Desiring God nel 2010 a Minneapolis.

### Ministeri
Warren e la moglie sono direttori delle seguenti organizzazioni no-profit:
- Acts of Mercy
- RKW Legacy Partners
- Equipping the Church

### Purpose Driven
Purpose Driven deriva da un insegnamento di Warren, ed è diventato di uso comune come paradigma che ha insegnato ai pastori e ad altri leader cristiani a livello mondiale ad essere più efficaci nel condurre le loro chiese. L'insegnamento è spiegato nel bestseller di Warren, The Purpose Driven Church, pubblicato la prima volta nel 1995. Più di 400.000 pastori e leader di chiesa di tutto il mondo hanno partecipato ai seminari o alle conferenze tenute da Warren e altri pastori che cercano di essere più efficaci nel soddisfare le missioni lasciate da Gesù. Purpose Driven si riferisce al tentativo di questi pastori di bilanciare i cinque "propositi": lavoro, comunione, discepolato, ministero ed evangelizzazione nelle loro chiese.
I leader cristiani di 162 paesi hanno utilizzato materiale che deriva da questo movimento. Warren dice che le sue organizzazioni hanno formato 400.000 pastori in tutto il mondo. Circa 189.000 leader della chiesa sono iscritti alla newsletter Ministry Toolbox.
Altri esprimono preoccupazione per ciò che è descritto nelle tecniche di Warren su come la natura crea divisioni. La giornalista del Wall Street Journal Suzanne Sataline citò esempi congregazioni che si sono divise sulle strategie di crescita e congregazioni che hanno espulso i membri che hanno combattuto le modifiche. Scrisse "Warren riconosce che le congregazioni che adottano le sue idee aumentano di numero, anche se lui dice che si oppone con forza all'espulsione di membri dalla chiesa."

### Piano PEACE
Il Piano PEACE è un'iniziativa cominciata dalla Saddleback Church a Lake Forest, California. L'intenzione del pastore Rick Warren con la fondazione di questo Piano è di sviluppare ogni cristiano e ogni chiesa di ogni nazione nell'obiettivo di aiutare le persone nelle aree meno sviluppate del mondo. Il motto è 'Le persone comuni sono potenziate da Dio per fare la differenza insieme, ovunque esse siano'.

## Idee politiche e sociali

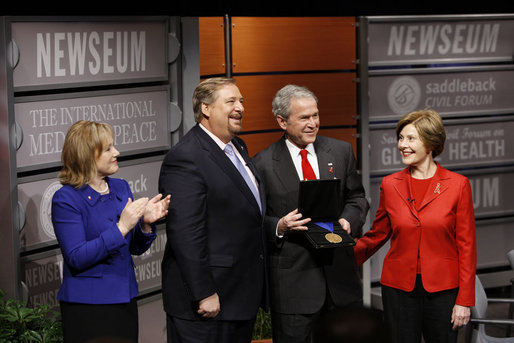
Kay e Rick Warren (a sinistra) il Presidente George W. Bush, con Laura Bush al suo fianco, mentre consegna lInternational Medal of Peace alla Saddleback Civil Forum sulla Salute Globale a Washington, D.C.

Warren ha lavorato per spostare il movimento evangelico lontano dal focus esclusivo dei temi evangelici sociali tradizionali come l'aborto e il matrimonio omosessuale (riguardo a quest'ultimo, disse che il divorzio è una minaccia più grande per la famiglia americana), verso un'azione sociale più ampia. Il piano di Warren in cinque punti, chiede uno sforzo della chiesa per affrontare la povertà globale e le malattie, inclusa la diffusione dell'AIDS, e per sostenere gli sforzi di alfabetizzazione e di istruzione in tutto il mondo. Nel febbraio 2006, ha firmato una dichiarazione controversa per supportare un'importante iniziativa volta a combattere il riscaldamento globale, provocando così una frattura con altri conservatori, leader evangelici di alto profilo, che si erano opposti a tale mossa. Questa decisione di Warren resta una delle sue mosse più controverse e criticate.
Il tono pacato di Warren riguardo ai problemi politici, una volta fondamentali per gli evangelici statunitensi e le sue preoccupazioni per i problemi più comunemente associati con la sinistra politica hanno dato come risultato la personificazione di Warren come uno della "nuova generazione di leader evangelici." Ma è anche stato frainteso dai media, secondo Warren, come indicazione di un cambiamento nella posizione tradizionale sui temi evangelici.
In una conversazione con il neuroscienziato e filosofo ateo Sam Harris nel Newsweek, Warren parlò a favore del creazionismo e contro l'evoluzione. Disse anche che dittatori brutali come Mao, Stalin, e Pol Pot erano tutti atei, per rispondere alla domanda se la religione fosse benefica per la società. Nel 2005, durante la controversia di Terri Schiavo, Warren ha dichiarato che togliere l'alimentazione della Schiavo, una donna in stato vegetativo persistente, non era "una questione di diritto di morire". Definì la decisione di Michael Schiavo di rimuovere il tubo di alimentazione, "un'atrocità degna del nazismo", e speculando sulle motivazioni di Michael Schiavo, ha avanzato l'idea che egli voleva che Terri Schiavo morisse perché, se si fosse svegliata, avrebbe potuto voler dire "qualcosa che lui non voleva dire".
Due settimane prima delle elezioni presidenziali statunitensi del 2008, Warren rilasciò una dichiarazione alla sua congregazione approvando la "Proposta 8 della California", che avrebbe modificato la Costituzione della California per dire "solo i matrimoni tra uomo e donna sono validi e riconosciuti in California", eliminando in tal modo il diritto delle coppie dello stesso sesso di sposarsi. La posizione di Warren era coerente con la posizione ufficiale della sua chiesa, la Convenzione Battista del Sud, e riflette le sue convinzioni che il matrimonio "deè stato supportato da ogni singola cultura e da ogni singola religione per 5.000 anni". Warren ha dichiarato che la misura è necessaria perché la Corte suprema della California "ha buttato via la volontà del popolo" nel maggio 2008 quando trovò, nella sentenza In Re Marriage Cases, che il precedente divieto di legge in materia matrimonio omosessuale è incostituzionale. Quando il provvedimento passò, la chiesa di Warren e non solo vennero prese d'assalto dai manifestanti.
In un'intervista su Beliefnet all'inizio di dicembre, Warren ha scatenato nuovamente polemiche poiché ha equiparato i matrimoni omosessuali ai matrimoni tra fratello e sorella, più partner, e tra adulto e minore. In seguito ha pubblicato un video messaggio dicendo che egli non considera uguali le relazioni omosessuali con l'incesto o la pedofilia, e che, come aveva dichiarato durante l'intervista a Beliefnet, egli si oppone alla ridefinizione del matrimonio.